# 内山田洋とクール・ファイブ
内山田洋とクール・ファイブ（うちやまだひろしとクール・ファイブ）は、内山田洋が率いる歌謡グループ。メインボーカルは前川清。

## オリジナルメンバー
- 内山田洋（うちやまだひろし、1936年（昭和11年）6月6日[1] - 2006年（平成18年）11月3日）、ギター担当。本名は内山田道生。福岡県出身[1]。AB型。福岡県立伝習館高等学校卒業[1]。
- 前川清（まえかわきよし、1948年（昭和23年）8月19日[1] - ）、ボーカル担当。長崎県出身[1]。長崎南山高等学校卒業[1]。
- 宮本悦朗（みやもとえつろう、1948年（昭和23年）1月15日[1] - ）、ピアノ・キーボード担当。長崎県出身[1]。長崎県立対馬高等学校卒業[1]。
- 小林正樹（こばやしまさき、1943年（昭和18年）1月1日[1] - 2024年（令和6年）2月15日[2]）、ベース担当。長崎県出身[1]。A型。長崎県立平戸高校卒業。
- 岩城茂美（いわきしげみ、1942年（昭和17年）1月5日[1] - ）、サックス・フルート担当。熊本県出身[1]。
- 森本繁（もりもとしげる、1942年（昭和17年）10月23日[1] - ）、ドラム担当。鹿児島県出身[1]。

オリジナルメンバーは全員九州出身。
元々ジャズ、ラテンなど幅広いレパートリーを持つバンドであり、テレビで演奏する機会は少なかったもののコンサートでは各自のパートの楽器で独奏するコーナーが必ず存在していた。
ボーヤを務めていた帆足新一は、後のゆーとぴあ・ピースである。また、ボーヤであった沼尾健司（通称“ケン”）は『スター誕生!』（NTV系）第1回チャンピオンに輝くも、決勝大会を断念した。

## 略歴
- 1967年9月 - 長崎市内のグランドキャバレー『銀馬車』の専属バンドとして結成。競合店『十二番館』の専属バンドは中井昭・高橋勝とコロラティーノで、『思案橋ブルース』で1年早く世に出た。
- 1968年 - 佐世保のナイトクラブ歌手として頭角を現わしていた前川が、メインボーカルとして参加。自主制作した『涙こがした恋』や『西海ブルース』が地元民放ラジオや有線放送で評判となる。
  - 『ロッテ 歌のアルバム』の公開収録で長崎を訪れた東京パンチョスのチャーリー石黒が、長崎放送の接待で『銀馬車』に立ち寄りクール・ファイブの生歌に触れ、その場で日本ビクター（RCA事業部、後にRVC→BMGビクター→BMGジャパン→BMGファンハウス→BMG JAPAN→アリオラジャパンを経て現在のソニー・ミュージックレーベルズ）への紹介を約束した。
- 1969年2月 - 『長崎は今日も雨だった』でメジャーデビュー。当時のメンバーは内山田、岩城、小林、森本、宮本、前川。
  - 当初メジャーデビュー曲には『西海ブルース』が予定されていたが、プレス直前に作詞・作曲者の尾形義康が翻意し破談になったため、『銀馬車』のマネージャーだった吉田孝穂（筆名：永田貴子）が、自ら急造した詞を北海道放送のディレクターだった新居一芳（筆名：彩木雅夫）に手渡して完成した。
  - この『西海ブルース』は、クール・ファイブが大御所に成長した1977年、歌詞を吉田が補作した上で改めて吹き込まれている。
- 1969年12月 - 第11回日本レコード大賞新人賞受賞。第20回NHK紅白歌合戦に初出場。
- 1975年4月 - フジテレビ系『欽ちゃんのドンとやってみよう!』に、“コント54号”のひとりとして起用された前川とともに全員がレギュラー出演。持ち歌を歌うコーナーを持っていたほか、萩本欽一らとのやり取りで各メンバーのコミカルな面や個人名が知られるようになり、広くお茶の間に親しまれた。
- 1987年 - 本来ポップス指向が強く演歌嫌いを公言していた前川が、自然気胸を患ったのを期に脱退。低迷状態に陥る。
- 1992年 - 大幅なメンバーチェンジ。宮本と小林が脱退し、大沢允、西田涼馬、山上哲也が加入。『仮面ライダーBLACK RX』などのテレビ特撮の主題歌で知られる宮内タカユキも短期間在籍した。
- 1996年 - 宮本悦朗が新進党公認で千葉7区から衆議院選挙に出馬。53,484票を獲得するが次点で落選。
- 2006年11月3日 - 内山田が肺がんのため横浜市内の病院で死去。70歳没。同年大晦日の第57回NHK紅白歌合戦では、前川のサポートでオリジナルメンバー（宮本、小林、岩城、森本）が集結し、クール・ファイブが一夜限り（前川談）の“再結成”を果たした。
  - しかしこの再結成が好評だったことから、その後も前川清&クール・ファイブ名義でグループ活動を事実上再開。シングル『恋唄-2007-』を新たに吹き込み2007年7月1日に発売、同年9月には北海道でコンサートツアーを行った。同曲発売以後は『NHK歌謡コンサート』などのテレビ番組や、前川と梅沢富美男の共演にゲスト出演するなど、積極的に活動している。
  - 活動再開に当り『恋唄』を選んだ理由は、2007年ヴィクトリアマイル（JpnI）優勝馬で、同年JRA賞最優秀4歳以上牝馬を獲得した前川の愛馬コイウタに因む。「馬だけではなく、歌も知って欲しい」（前川談）。
- 2015年 - 前川清&クールファイブとして、アイリスオーヤマの低温製法シリーズ（お米、餅）のテレビCMに出演。
- 2024年2月15日 - 小林が老衰のため東京都内の病院で死去[2]。81歳没。同月21日に発表された[3]。

## NHK紅白歌合戦出場歴
- 紅白歌合戦にはクール・ファイブとして11回出場。その後、前川がソロとして18回出場を果たしている。
- 前川清のソロとしての出場については、前川清#NHK紅白歌合戦出場歴を参照。

| 年度   | 放送回 | 回 | 曲目                 | 出演順 | 対戦相手           | 備考                                                                                                 |
| ------ | ------ | -- | -------------------- | ------ | ------------------ | --- |
| 1969年 | 第20回 | 初 | 長崎は今日も雨だった | 19/23  | ピンキーとキラーズ | メンバー各々が楽器を演奏しながらの初出場                                                             |
| 1970年 | 第21回 | 2  | 噂の女               | 14/24  | 森山良子           | |
| 1971年 | 第22回 | -  | （港の別れ唄）       | -/25   | -                  | 前川清急病のため紅組歌手・藤圭子（当時の前川の妻）と他メンバーが歌唱したため正式な出場回数に含まれず |
| 1974年 | 第25回 | 3  | 海鳴り               | 18/25  | 天地真理           | 3年ぶりの出場                                                                                        |
| 1975年 | 第26回 | 4  | 中の島ブルース       | 12/24  | 青江三奈           | |
| 1976年 | 第27回 | 5  | 東京砂漠             | 06/24  | 佐良直美           | |
| 1977年 | 第28回 | 6  | 思い切り橋           | 17/24  | 青江三奈（2）      | |
| 1978年 | 第29回 | 7  | さようならの彼方へ   | 15/24  | 太田裕美           | |
| 1979年 | 第30回 | 8  | 昔があるから         | 19/23  | 石川さゆり         | |
| 1980年 | 第31回 | 9  | 魅惑・シェイプアップ | 10/23  | 小柳ルミ子         | 初出場以来2度目の楽器演奏しながらの登場                                                              |
| 1981年 | 第32回 | 10 | 女・こぬか雨         | 19/22  | 小林幸子           | |
| 1982年 | 第33回 | 11 | 噂の女（2回目）      | 16/22  | 川中美幸           | 名曲紅白のため2回目の歌唱                                                                            |
| 2006年 | 第57回 | -  | 長崎は今日も雨だった | 12/27  | 森昌子             | 内山田洋を追悼する意味で、一夜限りの再結成。前川のサポートの形である為正式な出場回数に含まれず       |
| 2007年 | 第58回 | -  | そして、神戸         | 08/27  | 水森かおり         | 前年のメンバーにお笑い芸人のムーディ勝山を加えて登場。同じ理由で正式な出場回数に含まれず             |
| 2008年 | 第59回 | -  | 東京砂漠             | 08/27  | 川中美幸           | 同じく正式な出場回数に含まれず                                                                       |

1. ↑  「長崎は今日も雨だった」は、前川のソロとしての出場時と通算して合計3回歌唱されている。
2. ↑  「東京砂漠」は、前川のソロとしての出場時と通算して合計4回歌唱されている。
3. ↑  「そして、神戸」は、前川のソロとしての出場時と通算して合計5回歌唱されている。

(注意点)
- 対戦相手の歌手名の( )内の数字は、その歌手との対戦回数、備考のトリ等の次にある( )はトリ等を務めた回数を表す。
- 曲名の後の(○回目)は、紅白で披露された回数を表す。
- 出演順は「（出演順) / (出場者数)」で表す。

## ディスコグラフィ

### シングル
- 1〜25：RCAビクター（日本ビクター → ビクター音楽産業）、26〜50：RVC、51〜53：ポリドール、54・55：センチュリー、56：徳間ジャパン。

| #  | 発売日          | A/B面 | タイトル                   | 作詞                  | 作曲                 | 編曲         | 最高順位 | 規格品番   |
| -- | --------------- | ----- | -------------------------- | --------------------- | -------------------- | ------------ | -------- | ---------- |
| 1  | 1969年 2月1日   | A面   | 長崎は今日も雨だった       | 永田貴子              | 彩木雅夫             | 森岡賢一郎   | 2位      | JRT-1015   |
| 1  | 1969年 2月1日   | B面   | 涙こがした恋               | 中山淳太郎 村上千秋   | 城美好               | 森岡賢一郎   | 2位      | JRT-1015   |
| 2  | 1969年 7月5日   | A面   | わかれ雨                   | 鳥井実                | 彩木雅夫             | 森岡賢一郎   | 32位     | JRT-1027   |
| 2  | 1969年 7月5日   | B面   | 不知火の女                 | 新野新 村上千秋       | 城美好               | 森岡賢一郎   | 32位     | JRT-1027   |
| 3  | 1969年 12月5日  | A面   | 逢わずに愛して             | 川内康範              | 彩木雅夫             | 森岡賢一郎   | 1位      | JRT-1045   |
| 3  | 1969年 12月5日  | B面   | 捨ててやりたい             | 川内康範              | 城美好               | 森岡賢一郎   | 1位      | JRT-1045   |
| 4  | 1970年 4月5日   | A面   | 愛の旅路を                 | 山口あかり            | 藤本卓也             | 森岡賢一郎   | 4位      | JRT-1075   |
| 4  | 1970年 4月5日   | B面   | 夜毎の誘惑                 | 山口あかり            | 城美好               | 森岡賢一郎   | 4位      | JRT-1075   |
| 5  | 1970年 7月5日   | A面   | 噂の女                     | 山口洋子              | 猪俣公章             | 猪俣公章     | 2位      | JRT-1095   |
| 5  | 1970年 7月5日   | B面   | だまって行かないで         | 山口洋子              | 内山田洋             | 森岡賢一郎   | 2位      | JRT-1095   |
| 6  | 1970年 10月5日  | A面   | 愛のいたずら               | 安井かずみ            | 彩木雅夫             | 森岡賢一郎   | 10位     | JRT-1115   |
| 6  | 1970年 10月5日  | B面   | 恋は終ったの               | やまべはじめ          | 城美好               | 森岡賢一郎   | 10位     | JRT-1115   |
| 7  | 1971年 1月10日  | A面   | すべてを愛して             | 川内康範              | 鈴木淳               | 森岡賢一郎   | 24位     | JRT-1135   |
| 7  | 1971年 1月10日  | B面   | 愛のぬくもり               | 川内康範              | 内山田洋             | 森岡賢一郎   | 24位     | JRT-1135   |
| 8  | 1971年 2月25日  | A面   | 女の意地                   | 鈴木道明              | 鈴木道明             | 森岡賢一郎   | 43位     | JRT-1155   |
| 8  | 1971年 2月25日  | B面   | 京都の夜                   | 秋田圭                | 中島安敏             | 森岡賢一郎   | 43位     | JRT-1155   |
| 9  | 1971年 4月5日   | A面   | 女のくやしさ               | 鳥井実                | 猪俣公章             | 森岡賢一郎   | 26位     | JRT-1157   |
| 9  | 1971年 4月5日   | B面   | 夢を捨てた女               | 有馬三恵子            | 内山田洋             | 森岡賢一郎   | 26位     | JRT-1157   |
| 10 | 1971年 7月25日  | A面   | 港の別れ唄                 | 有馬三恵子            | 内山田洋             | 馬飼野俊一   | 11位     | JRT-1175   |
| 10 | 1971年 7月25日  | B面   | 傷だらけの恋               | 有馬三恵子            | 内山田洋             | 馬飼野俊一   | 11位     | JRT-1175   |
| 11 | 1971年 11月25日 | A面   | 悲恋                       | 川内康範              | 中村泰士             | 森岡賢一郎   | 22位     | JRT-1195   |
| 11 | 1971年 11月25日 | B面   | 罪なひと                   | 川内康範              | 中村泰士             | 森岡賢一郎   | 22位     | JRT-1195   |
| 12 | 1972年 3月15日  | A面   | この愛に生きて             | 阿久悠                | 彩木雅夫             | 馬飼野俊一   | 7位      | JRT-1225   |
| 12 | 1972年 3月15日  | B面   | 霧の中のあなた             | 阿久悠                | 彩木雅夫             | 馬飼野俊一   | 7位      | JRT-1225   |
| 13 | 1972年 7月25日  | A面   | 恋唄                       | 阿久悠                | 鈴木邦彦             | 鈴木邦彦     | 14位     | JRT-1245   |
| 13 | 1972年 7月25日  | B面   | 暗くなるまでこの涙         | 阿久悠                | 鈴木邦彦             | 鈴木邦彦     | 14位     | JRT-1245   |
| 14 | 1972年 11月15日 | A面   | そして、神戸               | 千家和也              | 浜圭介               | 森岡賢一郎   | 6位      | JRT-1255   |
| 14 | 1972年 11月15日 | B面   | 君を恋うる唄               | 千家和也              | 曽根幸明             | 森岡賢一郎   | 6位      | JRT-1255   |
| 15 | 1973年 2月25日  | A面   | 男泣き                     | 千家和也              | 猪俣公章             | 森岡賢一郎   | 14位     | JRT-1275   |
| 15 | 1973年 2月25日  | B面   | 波止場の女                 | 有馬三恵子            | 宮本悦朗             | 高田弘       | 14位     | JRT-1275   |
| 16 | 1973年 5月25日  | A面   | 出船                       | 千家和也              | 浜圭介               | 森岡賢一郎   | 15位     | JRT-1295   |
| 16 | 1973年 5月25日  | B面   | 熱愛                       | 千家和也              | 浜圭介               | 森岡賢一郎   | 15位     | JRT-1295   |
| 17 | 1973年 9月15日  | A面   | 海鳥の鳴く日に             | 有馬三恵子            | 森田公一             | 馬飼野俊一   | 24位     | JRT-1305   |
| 17 | 1973年 9月15日  | B面   | 別れ台詞                   | 千家和也              | 前川清               | 馬飼野俊一   | 24位     | JRT-1305   |
| 18 | 1973年 10月25日 | A面   | イエスタデイ・ワンス・モア | 山上路夫              | J.Bettis R.Carpenter | 横内章次     | -        | JRT-1315   |
| 18 | 1973年 10月25日 | B面   | 夏の挽歌                   | 阿久悠                | 鈴木邦彦             | 鈴木邦彦     | -        | JRT-1315   |
| 19 | 1973年 12月5日  | A面   | 心がわり                   | 神坂薫                | 猪俣公章             | 池多孝春     | 32位     | JRT-1325   |
| 19 | 1973年 12月5日  | B面   | 涙も枯れながら             | 有馬三恵子            | 岩城茂美             | 小谷充       | 32位     | JRT-1325   |
| 20 | 1974年 5月15日  | A面   | 雨のしのび逢い             | 石坂まさを            | 鈴木邦彦             | 森岡賢一郎   | 41位     | JRT-1345   |
| 20 | 1974年 5月15日  | B面   | 星影の詩                   | 阿久悠                | 中村泰士             | 竹村次郎     | 41位     | JRT-1345   |
| 21 | 1974年 8月15日  | A面   | 晩夏                       | 山口洋子              | 野々卓也             | 小杉仁三     | 64位     | JRT-1365   |
| 21 | 1974年 8月15日  | B面   | 悲恋長崎                   | 阿久悠                | 内山田洋             | 森岡賢一郎   | 64位     | JRT-1365   |
| 22 | 1974年 9月15日  | A面   | 海鳴り                     | 千家和也              | 劉家昌               | あかのたちお | 45位     | JRT-1385   |
| 22 | 1974年 9月15日  | B面   | 白い花                     | 千家和也              | 劉家昌               | あかのたちお | 45位     | JRT-1385   |
| 23 | 1975年 2月5日   | A面   | うわさ                     | 阿久悠                | 浜圭介               | 森岡賢一郎   | 41位     | JRT-1405   |
| 23 | 1975年 2月5日   | B面   | 走り書き                   | 阿久悠                | 浜圭介               | 森岡賢一郎   | 41位     | JRT-1405   |
| 24 | 1975年 4月25日  | A面   | 北ホテル                   | 夢野めぐる            | 猪俣公章             | 小杉仁三     | 31位     | JRT-1425   |
| 24 | 1975年 4月25日  | B面   | 海峡                       | 福田一三              | 中村泰士             | あかのたちお | 31位     | JRT-1425   |
| 25 | 1975年 7月25日  | A面   | 中の島ブルース             | 斎藤保                | 吉田佐               | 森岡賢一郎   | 9位      | JRT-1445   |
| 25 | 1975年 7月25日  | B面   | 命燃やして                 | 千家和也              | 劉家昌               | 森岡賢一郎   | 9位      | JRT-1445   |
| 26 | 1975年 12月5日  | A面   | 二人の御堂筋               | 石原信一              | 中村泰士             | あかのたちお | 44位     | JRT-1465   |
| 26 | 1975年 12月5日  | B面   | 再会                       | 阿久悠                | 猪俣公章             | 小杉仁三     | 44位     | JRT-1465   |
| 27 | 1976年 2月5日   | A面   | 気まぐれ雨                 | 斎藤保                | 吉田佐               | 森岡賢一郎   | 40位     | JRT-1475   |
| 27 | 1976年 2月5日   | B面   | ためいきの季節             | 小谷夏                | 前川清               | あかのたちお | 40位     | JRT-1475   |
| 28 | 1976年 5月10日  | A面   | 東京砂漠                   | 吉田旺                | 内山田洋             | 森岡賢一郎   | 19位     | RVS-1005   |
| 28 | 1976年 5月10日  | B面   | 十和田慕情                 | 川口文                | 岩城茂美             | あかのたちお | 19位     | RVS-1005   |
| 29 | 1976年 10月5日  | A面   | 女の河                     | 川内康範              | 曽根幸明             | あかのたちお | 53位     | RVS-1025   |
| 29 | 1976年 10月5日  | B面   | これが運命                 | 川内康範              | 曽根幸明             | あかのたちお | 53位     | RVS-1025   |
| 30 | 1977年 2月5日   | A面   | 西海ブルース               | 永田貴子              | 尾形よしやす         | 森岡賢一郎   | 20位     | RVS-1045   |
| 30 | 1977年 2月5日   | B面   | 雪降る町で                 | 山口あかり            | 劉家昌               | 横内章次     | 20位     | RVS-1045   |
| 31 | 1977年 5月25日  | A面   | 二人の海峡                 | 五木寛之              | 内山田洋             | 横内章次     | 57位     | RVS-1075   |
| 31 | 1977年 5月25日  | B面   | ためらい                   | 石原信一              | あかのたちお         | あかのたちお | 57位     | RVS-1075   |
| 32 | 1977年 8月25日  | A面   | 思い切り橋                 | 山田孝雄              | 浜圭介               | 竜崎孝路     | 45位     | RVS-1085   |
| 32 | 1977年 8月25日  | B面   | わかれ前夜                 | 吉田旺                | 穂口雄右             | 穂口雄右     | 45位     | RVS-1085   |
| 33 | 1977年 12月5日  | A面   | 港の忘れ草                 | 山田孝雄              | 浜圭介               | 若草恵       | 76位     | RVS-1105   |
| 33 | 1977年 12月5日  | B面   | 雨                         | むろふしチコ          | 倉光薫               | 若草恵       | 76位     | RVS-1105   |
| 34 | 1978年 3月5日   | A面   | 愛の扉                     | 猪俣公章              | 猪俣公章             | 馬飼野俊一   | 91位     | RVS-1115   |
| 34 | 1978年 3月5日   | B面   | 流れの女                   | 石原信一              | あかのたちお         | あかのたちお | 91位     | RVS-1115   |
| 35 | 1978年 5月25日  | A面   | さようならの彼方へ         | 千家和也              | 筒美京平             | 高田弘       | 56位     | RVS-1135   |
| 35 | 1978年 5月25日  | B面   | 涙はやめて                 | 千家和也              | 筒美京平             | 高田弘       | 56位     | RVS-1135   |
| 36 | 1978年 12月20日 | A面   | 昔があるから               | 杉紀彦                | 曽根幸明             | 森岡賢一郎   | 91位     | RVS-1155   |
| 36 | 1978年 12月20日 | B面   | 少年                       | 兼松正人              | 前川清               | 森岡賢一郎   | 91位     | RVS-1155   |
| 37 | 1979年 6月5日   | A面   | あきらめワルツ             | ゆいまさお            | 内山田洋             | 宮本悦朗     | 83位     | RVS-1175   |
| 37 | 1979年 6月5日   | B面   | (カラオケ)                 | -                     | 内山田洋             | 宮本悦朗     | 83位     | RVS-1175   |
| 38 | 1979年 12月16日 | A面   | ひとりしずか               | 藤田まさと            | 浜圭介               | 若草恵       | -        | RVS-1195   |
| 38 | 1979年 12月16日 | B面   | 凩の女                     | 藤田まさと            | 浜圭介               | 若草恵       | -        | RVS-1195   |
| 39 | 1980年 3月21日  | A面   | Last Song                  | 伊達歩                | 都倉俊一             | 都倉俊一     | 87位     | RVS-1205   |
| 39 | 1980年 3月21日  | B面   | 星が見えない               | 伊達歩                | 都倉俊一             | 都倉俊一     | 87位     | RVS-1205   |
| 40 | 1980年 9月25日  | A面   | 魅惑・シェイプアップ       | 奈良橋陽子 伊藤アキラ | タケカワユキヒデ     | 梅垣達志     | 93位     | RHS-6      |
| 40 | 1980年 9月25日  | B面   | ゆれて望郷                 | ちあき哲也            | 穂口雄右             | 船山基紀     | 93位     | RHS-6      |
| 41 | 1981年 3月5日   | A面   | 恋は終ったの               | チャーリー石黒        | チャーリー石黒       | 羽田健太郎   | -        | RHS-20     |
| 41 | 1981年 3月5日   | B面   | めぐりあう日は恋人         | 伊藤アキラ            | 梅垣達志             | 梅垣達志     | -        | RHS-20     |
| 42 | 1981年 8月5日   | A面   | 女・こぬか雨               | たきのえいじ          | たきのえいじ         | 若草恵       | -        | RHS-39     |
| 42 | 1981年 8月5日   | B面   | 流されて港町               | たきのえいじ          | たきのえいじ         | 若草恵       | -        | RHS-39     |
| 43 | 1982年 2月21日  | A面   | 夢酒場                     | 荒木とよひさ          | 鈴木邦彦             | 森岡賢一郎   | -        | RHS-56     |
| 43 | 1982年 2月21日  | B面   | 酔い話                     | 千家和也              | 岩城茂美             | 竜崎孝路     | -        | RHS-56     |
| 44 | 1982年 6月21日  | A面   | おんなの愛はブルース       | 杉紀彦                | 彩木雅夫             | 森岡賢一郎   | -        | RHS-71     |
| 44 | 1982年 6月21日  | B面   | 北の街にて                 | 杉紀彦                | 彩木雅夫             | 森岡賢一郎   | -        | RHS-71     |
| 45 | 1982年 8月5日   | A面   | 新潟の女                   | たきのえいじ          | 内山田洋             | 萩原秀樹     | -        | RHS-453    |
| 45 | 1982年 8月5日   | B面   | 夜霧は愛の匂い             | 杉紀彦                | 内山田洋             | あかのたちお | -        | RHS-453    |
| 46 | 1983年 6月21日  | A面   | 夏の花よ                   | 阿久悠                | 三木たかし           | 竜崎孝路     | -        | RHS-101    |
| 46 | 1983年 6月21日  | B面   | 愛した女がいい女           | 阿久悠                | 三木たかし           | 後藤次利     | -        | RHS-101    |
| 47 | 1983年 11月1日  | A面   | 酒場の花                   | 山上路夫              | 森田公一             | 竜崎孝路     | -        | RHS-127    |
| 47 | 1983年 11月1日  | B面   | 枯葉小僧の子守唄           | 藤田まさと            | 内山田洋             | あかのたちお | -        | RHS-127    |
| 48 | 1983年 12月1日  | A面   | 追憶                       | 原真弓                | A.Manzanero          | 横内章次     | -        | RHS-547    |
| 48 | 1983年 12月1日  | B面   | 愛・トリステ               | 有川正沙子            | O.Brito              | 市川秀男     | -        | RHS-547    |
| 49 | 1984年 8月21日  | A面   | 恋さぐり夢さぐり           | 嶺岸未来              | N.Sedaka             | 森岡賢一郎   | 58位     | RHS-164    |
| 49 | 1984年 8月21日  | B面   | 流されて                   | 内山田洋              | 内山田洋             | 森岡賢一郎   | 58位     | RHS-164    |
| 50 | 1985年 6月5日   | A面   | 夢待ち人                   | 嶺岸未来              | I.Kosloff M.Mysels   | 森岡賢一郎   | -        | RHS-198    |
| 50 | 1985年 6月5日   | B面   | 危険な女                   | 嶺岸未来              | B.Weisman F.Wise     | 森岡賢一郎   | -        | RHS-198    |
| 51 | 1986年 11月25日 | A面   | ワンモアチャンス           | 千家和也              | 内山田洋             | 高田弘       | 48位     | 7DH-3001   |
| 51 | 1986年 11月25日 | B面   | 流されて                   | 内山田洋              | 内山田洋             | 馬飼野俊一   | 48位     | 7DH-3001   |
| 52 | 1987年 8月25日  | A面   | 風空港                     | 吉田旺                | 内山田洋             | 馬飼野俊一   | -        | 7DH-3005   |
| 52 | 1987年 8月25日  | B面   | 愛の終曲                   | 吉田旺                | 内山田洋             | 馬飼野俊一   | -        | 7DH-3005   |
| 53 | 1988年 4月25日  | A面   | 東京白夜                   | 阿久悠                | 三木たかし           | 竜崎孝路     | -        | 7DH-3010   |
| 53 | 1988年 4月25日  | B面   | 風に散る                   | 阿久悠                | 三木たかし           | 竜崎孝路     | -        | 7DH-3010   |
| 54 | 1990年 5月21日  | 01    | 都会の隅で                 | 千家和也              | 内山田洋             | 竜崎孝路     | -        | CEDC-10011 |
| 54 | 1990年 5月21日  | 02    | 女の生きがい               | 坂口宗一郎            | 内山田洋             | 竜崎孝路     | -        | CEDC-10011 |
| 55 | 1992年 9月18日  | 01    | Lonely Boy                 | 内山田洋              | 内山田洋             | 柴田敬一     | -        | CEDC-10156 |
| 55 | 1992年 9月18日  | 02    | 自由が丘の女               | 秋元康                | 宮本悦朗             | 柴田敬一     | -        | CEDC-10156 |
| 56 | 1995年 5月25日  | 01    | ふたたび長崎               | 木下龍太郎            | 大谷明裕             | 京建輔       | -        | TKDA-70725 |
| 56 | 1995年 5月25日  | 02    | ドミノ倒し                 | 木下龍太郎            | 大谷明裕             | 京建輔       | -        | TKDA-70725 |

### アルバム

#### スタジオ・アルバム
※全て日本ビクター・RCAレコード
- 内山田洋とクール・ファイブ（1969年、JRS-7045）- 30万枚以上のセールス
- 夜のバラード（1970年、JRS-7075）
- 内山田洋とクール・ファイブ 第2集（1970年、JRS-7097）
- 影を慕いて（1971年、JRS-7127）-　カバー・アルバム
- 赤と黒のブルース（1971年）
- 内山田洋とクール・ファイブ 第3集 港の別れ唄（1971年）
- 長崎詩情（1972年）
- 内山田洋とクール・ファイブ 第4集（1972年）
- 内山田洋とクール・ファイブ 第5集（1973年、JRS-7226）
- 出船／そして、神戸（1973年）
- 内山田洋とクール・ファイブ 第6集（1973年）
- 心がわり～恋の雪割草～内山田洋とクール・ファイブ（1973年、R4J-7042）- B面は藤圭子
- ヨーロッパ・ラブ・サウンズ（1974年）- 洋楽のカバー・アルバム
- 心がわり／クール・ファイブ女心を唄う（1974年）
- 雨のしのび逢い（1974年）
- 海鳴り（1974年）
- 内山田洋とクール・ファイブ　'74ビッグ・ヒットを唄う（1975年）- カバー・アルバム
- 内山田洋とクール・ファイブ 第7集（1975年、JRS-7353）
- 昭和の歌謡50年史（1975年）
- 内山田洋とクール・ファイブ 第8集 すばらしき仲間たち（1976年、RVH-7015）
- ふれあいの時（1976年8月、RVL-7002）- カバー・アルバム
- 内山田洋とクール・ファイブ・ショー（1977年）
- 君恋し（1977年）
- 裏町人生（1977年）
- 別れの一本杉（1977年）
- 君といつまでも（1977年）
- 内山田洋とクール・ファイブ 第9集　西海ブルース〜演歌の旅路〜（1977年、RVL-7021）
- 内山田洋とクール・ファイブ 第10集（1977年、RVL-7032）
- 不滅の演歌（1978年、RVL-2045）- カバー・アルバム
- 熱唱（1978年）
- 港の忘れ草／二人の海峡（1978年）
- 内山田洋とクール・ファイブ 第11集（1978年）
- 12色の水彩画（1978年、RVL-7204）
- 内山田洋とクール・ファイブ 第12集（1979年）
- 俺たちの歳月（1979年）
- 魅惑・シェイプアップ 内山田洋とクール・ファイブ 第13集（1980年）
- 内山田洋とクール・ファイブ 第14集 女・こぬか雨（1981年）
- 内山田洋とクール・ファイブ 第15集 純愛列島（1982年、RHL-8310）
- 愛・トリステ（1983年、RHL-8812）

#### ライブ・アルバム
※全て日本ビクター・RCAレコード
- クール・ファイブ・オン・ステージ（1970年、JRS-9043-44）- 1970年9月27日、日劇実況録音版
- 内山田洋とクール・ファイブ リサイタル（1973年、JRS-9153-54）- 1973年3月、ロイヤル赤坂での五周年記念リサイタルのライブ。アレンジ＝森岡賢一郎、司会＝玉置宏／美原一太、ゲスト＝牧村三枝子
- ビッグ・ショー〜1976.7.4 NHKホールにおける実況中継（1976年）
- ビッグ・ショー〜1978.4.2 福岡市民会館大ホールにおける実況中継（1978年）
- 内山田洋とクール・ファイブ・リサイタル 熱唱!限りなき前進（1979年）
- 明日への招待 LIVE'80（1980年）

#### ベスト・アルバム
- 歌謡グランプリ'75（1975年、RVH-7005）
- デビュー15周年記念 15年の歩み ベスト・ヒット全曲集（1983年）
- 演歌ヒット集（1983年）
- ヒットコレクション 決定盤（1999年11月20日、BVCK-37030）
- GOLDEN☆BEST 内山田洋とクール・ファイブ（2005年10月26日、BVCK-38109）
- GOLDEN☆BEST deluxe 内山田洋とクール・ファイブ A面ヒット全曲集（2010年4月28日、MHCL-1730〜2） - RCA時代の「枯葉小僧の子守唄」を除くすべてのシングルA面曲（50曲）、および代表的な6曲のカラオケ（「長崎は今日も雨だった」以外はオリジナル・カラオケ）を収録。原盤権利者の再編に伴いソニー・ミュージックダイレクトから発売。

### その他参加作品
- とんねるず「雨の西麻布」（1985年9月5日） - バックコーラスを担当。

### タイアップ曲
| 年               | 楽曲                 | タイアップ                           |
| ---------------- | -------------------- | ------------------------------------ |
| 1977年           | 二人の海峡           | テレビ朝日系ドラマ「海峡物語」主題歌 |
| 1980年           | 魅惑・シェイプアップ | 資生堂・CMソング                     |
| 1980年代〜90年代 | 東京砂漠             | ダイア建設・CMソング                 |